# Gondemaria
Gondemaria è una ex freguesia del comune portoghese di Ourém. Un'area di 7,79 km² e una popolazione di 1.175 abitanti, circa 150 abitanti per km². Gondemaria, da tempo, è considerata una delle freguesia portoghese con maggior impiego.